# Eumenes coarctatus

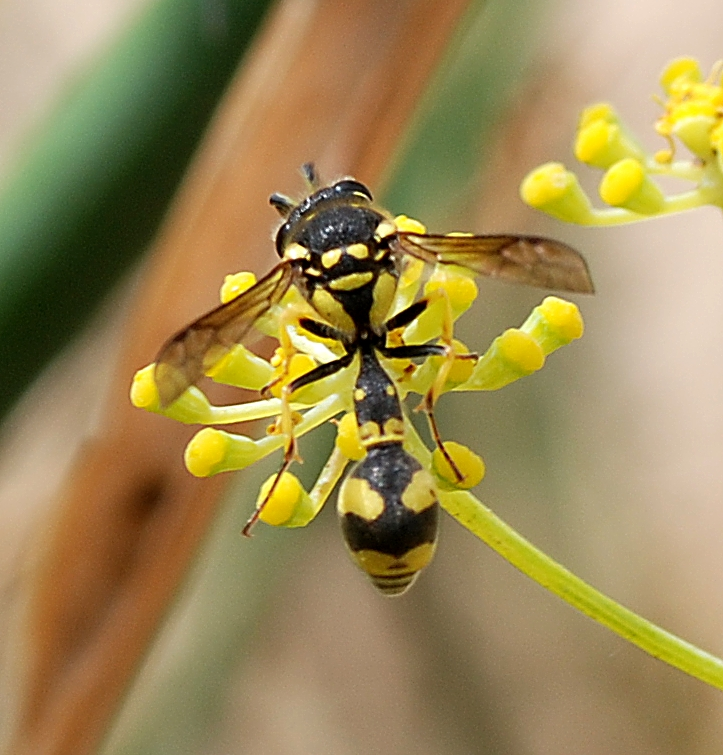
Eumenes coarctatus

Eumenes coarctatus ist eine Art der Töpferwespen innerhalb der Hautflügler und ist paläarktisch verbreitet.

## Merkmale
Die Körperlänge beträgt 11–15 mm. Der Körper ist schwarz-gelb gefärbt. Das erste Hinterleibssegment ist stielförmig, das zweite glockenförmig verbreitert. Im vorderen Kopfbereich sind die Männchen stärker gelb gefärbt, die Weibchen dagegen schwarz.

## Verbreitung und Lebensraum
Die Art ist in weiten Teilen der Paläarktis verbreitet. Die meisten Nachweise stammen aus dem westlichen bis zentralen Mitteleuropa und dem südlichen Skandinavien. Aber auch in Südeuropa und West- bis Zentralasien wurde sie nachgewiesen. In Großbritannien findet sich die Art nur im Süden.
Als Lebensraum dienen vor allem Heidegebiete. Wichtig sind dabei feuchte Lehmvorkommen, da die Nester nur in direkter Nähe von einer Lehm- und Wasserquelle angefertigt werden.

## Lebensweise
Die Art fliegt von April bis Oktober, am häufigsten findet man sie im Sommer.
Nach der Paarung formen adulte Weibchen urnenförmige Brutzellen aus Lehm und Speichel. Diese Lehmnester werden einzeln oder in Gruppen an Zweigen von Heidekraut und Stechginster, oder an Gräsern befestigt. In den Brutzellen leben die Larven, pro Brutzelle nur eine, denen kleine, unbehaarte Raupen als Nahrung eingetragen werden. Als Nahrung dienen vor allem Raupen von Spannern und Wicklern. Die Larven verpuppen sich schließlich in ihren Nestern, wenn es bereits später im Sommer ist, können die Larven auch überwintern und sich erst im April oder Mai des Folgejahres verpuppen.
Weibchen formen in ihrer mehrmonatigen Lebensspanne etwa 25 Nester. Unter günstigen Bedingungen gibt es zwei Bruten im Jahr.

## Unterarten
- Eumenes coarctatus limissicus Bluethgen, 1938
- Eumenes coarctatus lunulatus Fabricius, 1804
- Eumenes coarctatus maroccanus Gusenleitner, 1972
- Eumenes coarctatus nuragicus Giordani Soika, 1986
- Eumenes coarctatus turaniformis Bluethgen, 1959